# Ассоциация американских железных дорог
Ассоциация американских железных дорог (англ. Association of American Railroads, AAR) — американская ассоциация созданная 12 октября 1934 году при содействии президента Ф. Д. Рузвельта.
Главной целью ассоциации является обеспечение защиты интересов железнодорожного транспорта и его развитие. Штаб-квартира в Вашингтоне
Ассоциация объединяет железнодорожные компании из Северной Америки: Канада, Мексика, США.
На 1990 год членами ассоциации являлись 27 железнодорожных (владеющих инфраструктурой) и пассажирских (операторов пассажирских перевозок) компаний США, 12 железнодорожных компаний Канады и Мексики, а также 63 компании владеющие парком подвижного состава, занимающиеся ремонтом вагонов.
Важной ролью AAR является стандартизация различных параметров технических средств, обеспечивающих безопасность движения поездов.
В ведении AAR является Транспортный испытательный центр (англ. Transportation Technology Center, Inc.) недалеко к северо-востоку от Пуэбло, Колорадо, США.
AAR представляет интересы своих членов в судах, в конгрессе США и перед государственными регуляторами.

## Члены AAR
Полные члены
- Alaska Railroad[2]
- Railroads owned by Anacostia & Pacific Company, Inc.
- BNSF Railway Company
- Canadian National Railway: US operations
- Canadian Pacific Railway: US operations
- CSX Transportation, Inc.
- Florida East Coast Railway
- Railroads owned by Genesee & Wyoming Inc.
- Indiana Rail Road
- Iowa Interstate Railroad
- Railroads owned by Iowa Pacific Holdings
- Kansas City Southern Railway
- Metra
- National Railroad Passenger Corporation (Amtrak)
- Norfolk Southern Railway
- Pan Am Railways, Inc
- Union Pacific Railroad
- Vermont Railway
- Railroads owned by WATCO Companies
- Wheeling and Lake Erie Railway (1990)

Специальные члены
- Canadian Pacific Railway
- Ferrocarril del Istmo S.A. de C.V.
- Ferrocarril del Sureste
- Ferrocarril Mexicano
- Ferrocarril Y Terminal del Valle de Mexico, S.A. de C.V.
- Kansas City Southern de Mexico, S.A. de C.V.